# Tumba de Harriet Tubman
La Tumba de Harriet Tubman (en inglés, Harriet Tubman Grave) es una tumba histórica ubicada en el cementerio de Fort Hill en Auburn, en el condado de Cayuga, Nueva York (Estados Unidos). La lápida de granito marca el lugar de descanso de la famosa abolicionista afroamericana y cristiana Harriet Tubman, quien nació en la esclavitud en Maryland en 1822.

## Descripción
El marcador de la lápida mide aproximadamente un metro de alto y fue erigido en 1937 por la Federación de Clubes de Mujeres del Empire State. Está tallado con el nombre "Harriet Tubman Davis (1820-1913)" en el frente. En el reverso hay una inscripción que conmemora el trabajo de Tubman con el Ferrocarril Subterráneo y su papel como exploradora y enfermera durante la Guerra de Secesión. La fe religiosa que marcó todas sus actividades se destaca con la inscripción "Servant of God, Well Done" (lit. Sierva de Dios, bien hecha). La tumba está ubicada en el "West Lawn C" del cementerio de Fort Hill, debajo de un árbol grande, con dos pequeños arbustos a cada lado de su lápida.
La tumba de Harriet Tubman es el foco de una peregrinación anual de la Iglesia Thompson AME Zion para conmemorar su vida y obra.
La tumba se incluyó en el Registro Nacional de Lugares Históricos en 1999.